# Convento de San Francisco (Granada)
El  Convento de San Francisco, también conocido como Centro Cultural Museos Convento San Francisco es un ex-convento y museo situado en Granada, departamento de Granada, Nicaragua. 
El edificio data del siglo XVII, de época española de la provincia de Nicaragua, y está declarado Monumento Nacional de Nicaragua desde 2020.

## Historia
Fundado por fray Benavente Motilina en 1529 como convento de la Inmaculada Concepción, siendo la primera iglesia de la ciudad. En 1579 pasa a hacerse cargo del convento la orden franciscana. El convento fue la cabeza de la provincia franciscana de San Jorge de Nicaragua, establecida en 1575 y que comprendía las actuales Nicaragua y Costa Rica. Sufrió el ataque del pirata inglés Henry Morgan en 1665. 
En 1751, Pedro Agustín Morel de Santa Cruz (1694-1768) obispo de Nicaragua y Costa Rica realiza su visita apostólica, acreditando la existencia en Granada de siete iglesias, Santiago, San Francisco, la Merced, San Juan de Dios, San Sebastián, Guadalupe y Jalteva. De esta época data la reforma del convento en piedra construidas en mampostería y con tejados de teja. De esta manera el convento de Granada fue uno de los de mejor construcción de Nicaragua, de acuerdo con la importancia de la propia ciudad. También fueron construidos en mampostería y teja con los conventos de El Viejo, El Realejo, Chinandega y los de Nicoya y Ujarrás en la actual Costa Rica.
Fue amortizado en 1830 y pasó a albergar la Universidad en 1836. Fue empleado como cuartel general del filibustero William Walker, quien incendió Granda en su retirada en 1856. Fue reconstruido entre 1867-1868 y en 1874 albergó el colegio Granada. La reforma de 1939 construyó el salón Rubén Darío sobre el gran patio trasero. En 1950 se alojó la Escuela Vocacional en el patio Norte.
En 1984 se hizo cargo del edificio el ministerio de Cultura de Nicaragua, y se puso en marcha un proyecto para rehabilitar el conjunto, que presentaba un desigual mantenimiento. 
El Centro Cultural Museos Convento San Francisco fue inaugurado en 2003. Comprende cinco museos: el Comunitario e Historia de Granada, Museo Nacional Pinturas Primitivista Asilia Guillén, el Museo de Arte Popular y Religioso, Museo del Mueble Tradicional y Museo de Arqueología Regional del departamento de Granada.
Fue declarado Monumento Nacional de Nicaragua en 2020 junto a la plaza de los Leones e Independencia, parque Cristóbal Colón y los muros de Jalteva de la ciudad de Granada.

## Iglesia de San Francisco

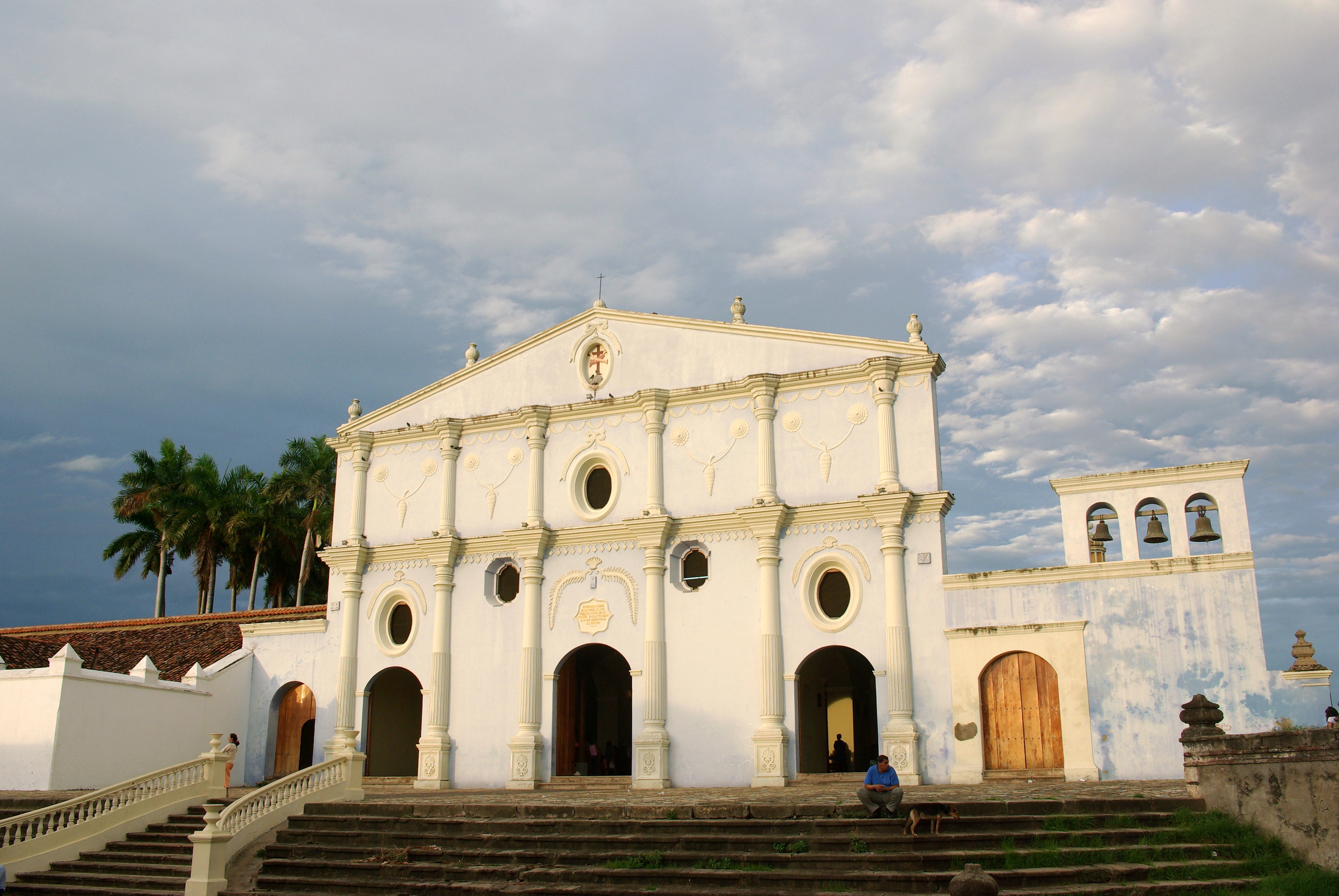
Iglesia de San Francisco

Anexa al convento, se construyó a mediados del siglo XVII. Sufrió un incendio en 1685 para ser reconstruida en estilo barroco novohispano. Fue dañada durante el ataque de William Walker en 1856. Como la mayor parte de los templos de Nicaragua ha sufrido alteraciones a lo largo del tiempo, como la rehabilitación de 1885, época de la que data su fachada actual, y una reforma en 1939.
Fue declarado Monumento Nacional en 2020.